# Port Eads

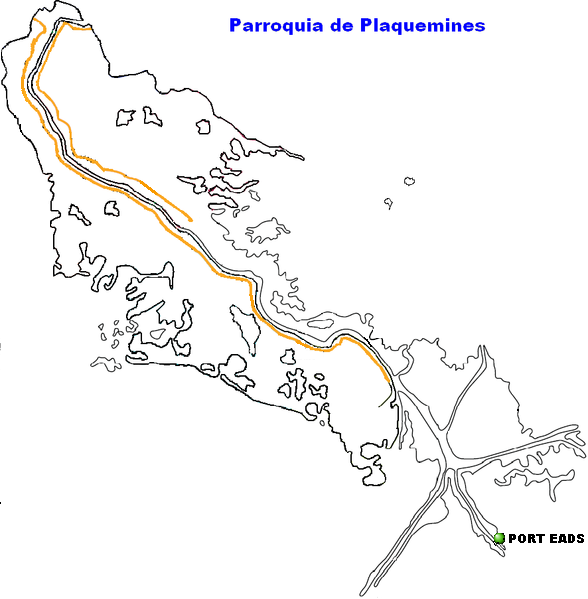
Localización de Port Eads en la Parroquia de Plaquemines.

Port Eads es la comunidad ubicada más al sur del delta del río Misisipi de toda la parroquia de Plaquemines y de todo el estado de Luisiana. Su elevación sobre el nivel del mar es de menos de un pie, una de las más bajas de Estados Unidos.

## Geografía
Se localiza en estas coordenadas29°01′00″N 89°09′42″O / 29.01667, -89.16167. Posee menos de un pie de elevación. Este lugar es accesible únicamente por medio de barcos y helicópteros. Junto a un pequeño restaurante hay un faro que fue construido en el año 1881 sirve allí a buques provenientes del océano.
Hasta la fecha, Port Eads es difundido como un naufragio sobre el borde del mundo, es un establecimiento que está ubicado tan cerca del río, que casi es parte del río. Con la excepción del gran faro al sur, el establecimiento consiste en unas pocas casas, cabañas, y muelles utilizados por pescadores deportivos, entre ellos algunos de los más ricos miembros del gobierno de la parroquia, se lo visita también para pasar un fin de semana de pesca, y como un refugio para embarcadores provenientes del océano.

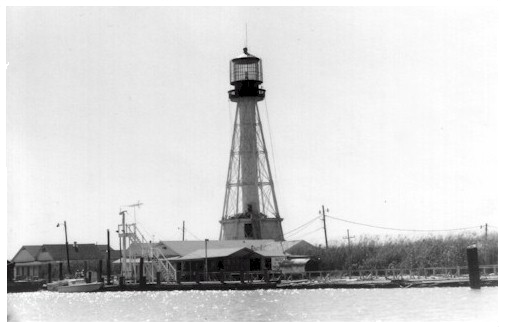
Faro de Port Eads antes del huracán Katrina.

## Historia
Este establecimiento debe su nombre al señor James Buchanan Eads (23 de mayo de 1820 – 8 de marzo de 1887), este hombre fue quien fundó este establecimiento y también hizo posible la navegación sobre el río Misisipi.
En la década de 1870, Eads trajo tripulaciones de personas hasta el final del río para construir un sistema de embarcaderos en la barra llana. Naturalmente, como el río se ralentiza en la boca, la carga de sedimentos, fue formando bancos pocos profunos - barras - que impiden la entrada de los buques más grandes al río. Eads ideó un plan para crear una red de embarcaderos sobre la proyección de las riberas del río, que obligó el flujo hacia el centro del canal. Esto provocó la aceleración de la corriente, y llevó la carga de sedimentos más allá de la barra, llevándolas río abajo. En tan sólo unos años después de su construcción, el sistema de Eads logró profundizar el canal de 9 pies a 30 pies, y la navegación en el Misisipi, se convirtió en una importante fuerza económica de la nación.

### Huracán Katrina
Después del huracán Katrina, la marina fue destruida y abandonada. Varios barcos fueron volteados, han quedado barcazas medio hundidas, y para empeorar la escena, se ha llenado de esechos domésticos. Este es un lugar, en la actualidad, apenas existe.
Durante Katrina, dos de la media docena de residentes de Puerto Eads decidieron no evacuar, para sobrellevar la tormenta. Ambos, Wayne Scarabin, de 53 años, y Roy Clark, de 18 años, lamentablemente resultaron muertos. Sus restos nunca han sido encontrados.
Luego del paso del huracán, un año más tarde, un amigo de los fallecidos, Jimmy Bowana, ha regresado como el único residente de Port Eads. Vive en medio de los escombros, repartidos sobre la tierra y el mar, en la oficina de la marina donde Wayne y Roy trabajaban.
La Agencia Federal para el Manejo de Emergencias originalmente destinó $400.000 dólares para reconstruir el puerto de Marina Eads después de Katrina. El presidente de la parroquia, Billy Nungesser, tomó posesión de su cargo en 2007. En su opinión, los $400.000 dólares no eran suficientes y él personalmente viajó a Washington D. C. y apeló sobre la cantidad de dinero. A principios de 2009, la Agencia Federal para el Manejo de Emergencias autorizó 12 millones de dólares para la reconstrucción de Port Eads.

## Población
La población actual de Port Eads se compone de sólo un habitante, Jimmy Bowana.